# یوهانا فان بتهوون
یوهانا رایس (به آلمانی: Reiß (Reiss))، معروف به یوهانا فان بتهوون (به آلمانی: Johanna van Beethoven) (زادهٔ ۱۷۸۶ – درگذشتهٔ ۱۸۶۹) بیوهٔ کاسپار فان بتهوون، برادر کوچک‌ترِ لودویگ فان بتهوون بود.
بتهوون، پس از مرگ برادرش کاسپار در سال ۱۸۱۵، بر سرِ حضانتِ برادرزاده‌اش، کارل، پنج سال با یوهانا نزاع قانونیِ تلخی داشت. سرانجام بتهوون در این نزاع پیروز شد و توانست در دادگاه ثابت کند که یوهانا صلاحیتِ مراقبت از فرزند را ندارد. بالاخره بتهوون توانست کفالتِ کارل را خودش برعهده بگیرد. بتهوون متحملِ ضربه‌های روحیِ بزرگی از سوی این زن شد.
بتهوون همیشه با بی‌ادبانه‌ترین لحن به یوهانا تهمت می‌زد و الفاظ رکیکی دربارهٔ او به‌کار می‌برد. در مؤدبانه‌ترین حالت، یوهانا را «ملکهٔ شب» می‌خواند!

## پدر و مادر یوهانا
پدرِ یوهانا یک خیاط موفق اهل وین به نام آنتون رایس بود. مادرش نیز دختر یک تاجرِ شراب و شهردار محلی بود.
در سال ۱۸۰۴ پدر و مادرش او را به دزدی متهم کردند. رویدادِ دزدی، بعدها در دادخواستی که بتهوون به دادگاه تقدیم کرد، مطرح شد.

## ازدواج با کاسپار
در ۲۵ مهٔ ۱۸۰۶ یوهانا با کاسپار آنتون کارل فان بتهوون، برادرِ کِهترِ آهنگساز بزرگ، ازدواج کرد. تنها فرزندِ یوهانا کاسپار، کارل فان بتهوون، حدود سه ماه بعد، در ۴ سپتامبر همان سال به دنیا آمد.